# Plaza Cultural la Santamaría
La Plaza Cultural La Santamaría, antigua Plaza de Toros La Santamaría de Bogotá, se encuentra ubicada en el sector de San Diego, en la zona oriental del Centro Internacional. Se encuentra ubicada en la localidad de Santa Fe, entre la calle 27 y el Planetario Distrital, en el Parque de la Independencia, y entre las Torres del Parque y la transversal Sexta. Cuenta con una capacidad de 14.500 espectadores, fue construida en 1931. Fue propuesta como Monumento Nacional de Colombia a través de la resolución 3 del 12 de marzo de 1982 y declarada como tal por el decreto 2390 del 26 de septiembre de 1984.

## Historia
A partir del siglo XVI llegaron las primeras manifestaciones del juego de toros a Bogotá (en aquella época conocida con el nombre de Santa Fe). Las corridas eran espectáculos que se presentaban en eventos especiales como un cambio de monarca o de virrey o la llegada de un nuevo presidente de la Real Audiencia.
Durante el reinado de Carlos III las corridas de toros fueron prohibidas en España y todos sus dominios. No obstante el virrey de la Nueva Granada Pedro Messía de la Cerda organizó corridas en la ciudad en 1761. Estas se llevaron a cabo en una estancia conocida como "El aserrío de Fucha".
Después de la Independencia de Colombia la tradición taurina se conservó, organizando las corridas de toros en las plazas públicas de la ciudad como la Plaza Mayor y San Victorino para celebrar diversos eventos como las fiestas patrias.

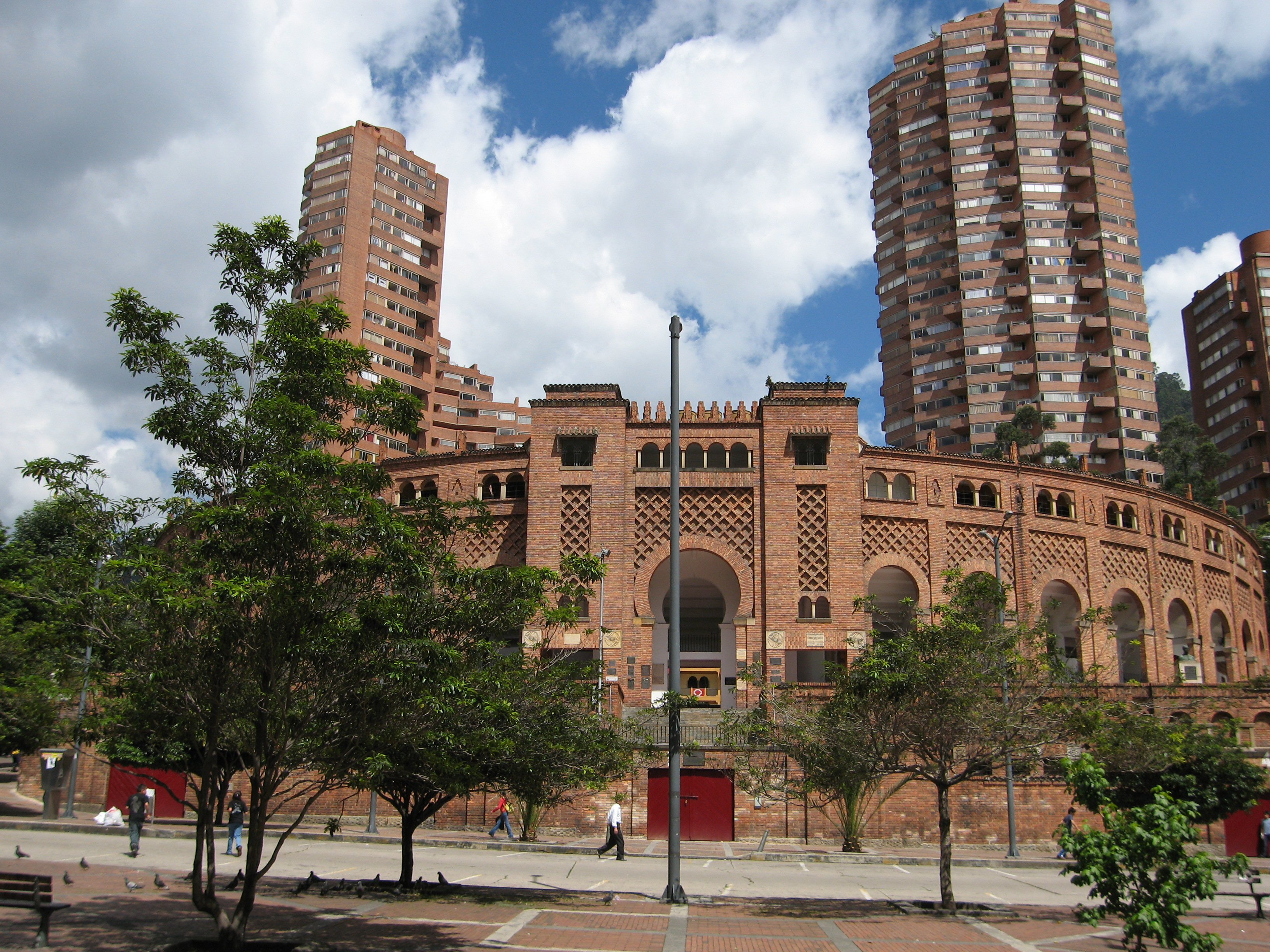
Fachada de la plaza, diseñada por el arquitecto español Santiago Esteban de la Mora.

La primera plaza de toros de Bogotá fue construida en 1890 por el italiano Pietro Cantini en un sitio conocido como La Bomba (actualmente Calle 10.ª con Carrera 15). Esta se encontraba en la actual Plaza España y tenía tribunas de madera, por lo que también era conocida como Plaza de Maderas.
En 1904 se construye el primer Circo de toros de San Diego, ubicado frente al Parque Centenario, el cual fue destruido por los asistentes a la corrida del 20 de julio de 1911 después de la mala actuación de un torero llamado Valentín.
El 1 de julio de 1917 se inaugura el nuevo Circo de toros de San Diego, una construcción en madera con capacidad para 6.000 espectadores ubicada a 300 metros del lugar donde 14 años más tarde se levantaría la actual Plaza Cultural La Santamaría. En su inauguración se presentó el matador español Manuel Mejías.
Al cabo de unos cinco años la afición a los toros comenzó a decaer y el circo de toros se comenzó a utilizar para espectáculos como el boxeo y las peleas de gallos. En vista de ello, los empresarios decidieron importar toros de casta españoles para la temporada de 1924, lo cual incentivó una gran acogida del público a la "fiesta taurina".
Desde 1928, los ingenieros Adonaí Martínez y Eduardo Lazcano iniciaron la construcción de la Plaza de Toros La Santamaría; la primera de cemento armado en la ciudad. Su principal promotor fue el ganadero Ignacio Sanz de Santamaría, quien donó el terreno en donde fue construida la plaza de toros y en cuyo honor se le otorgó su nombre a este escenario. De esta manera, el día 8 de febrero de 1931 se inauguró la actual Plaza de toros La Santamaría, con la actuación de Manolo Martínez, Ángel Navas y Mariano Rodríguez, quienes lidiaron la ganadería de Mondoñedo. En la década de 1940 el arquitecto español Santiago de la Mora diseñó la fachada actual utilizando un estilo neomudéjar en ladrillo.
Los primeros años no fueron fáciles para la plaza de toros y ante el fracaso económico en las primeras temporadas, Sanz de Santamaría muere el 23 de diciembre de 1933. Sin embargo, la plaza no cierra sus puertas y poco a poco va creciendo la afición. El 19 de marzo de 1944 se presenta en su arena la célebre rejoneadora Conchita Cintrón. En los años siguientes, figuras estelares como Antonio Ordóñez y Luis Miguel Dominguín también actuaron en la plaza, mejorando la difícil situación de sus comienzos.
En diciembre de 2022 la plaza, en pro de las actividades culturales y la prohibición nacional de las corridas de toros, cambia su nombre a Plaza Cultural La Santamaría y durante todo el mes se transformó en un centro que une a las 20 localidades en un mismo punto.

## Vías de acceso

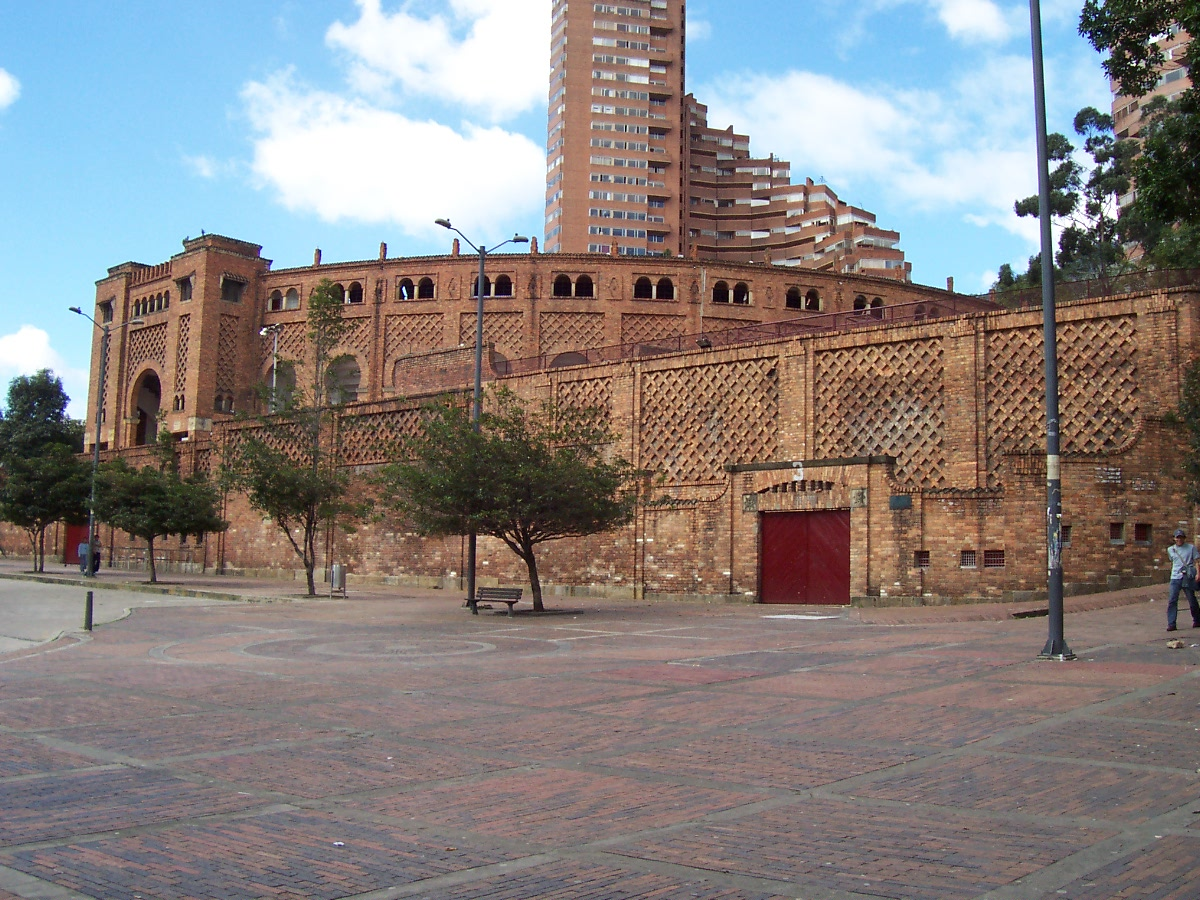
Acceso por el costado suroccidental de la plaza.

Para llegar a la Plaza Cultural La Santamaría se puede ingresar por la carrera 7ª a la altura del Museo Nacional. También es posible hacerlo por la carrera 5ª o por la avenida Circunvalar si viene del norte y por la avenida El Dorado si viene del occidente de la ciudad. Actualmente está en funcionamiento la Fase III del sistema de transporte público TransMilenio por la línea M de la Troncal carrera Décima, la cual permite el acceso a las inmediaciones de la plaza en la estación del Museo Nacional - FNG.

## Eventos
La plaza de toros a la largo de su historia ha albergado principalmente corridas de toros . A lo largo de su vasta historia taurina pisaron el albero de La Santamaría toreros de primera categoría como Manolete, Luis Miguel Dominguín, El Cordobés, José Tomás, El Juli, Enrique Ponce y otras figuras de la torería mundial.
Se ha utilizado también como escenario para manifestaciones políticas. Allí, en enero de 1933 Alfonso López Pumarejo lanzó su candidatura a la Presidencia de la República en representación del Partido Liberal y en septiembre de 1945 el líder Jorge Eliécer Gaitán convocó una convención popular para su candidatura a la Presidencia.
En la plaza se han presentado conciertos musicales de grupos como Móvil, La Ley, UB40, Maná, Soda Stereo, Gustavo Cerati, La Oreja de Van Gogh, Miguel Bosé,  Ana Torroja y espectáculos culturales dentro del Festival Iberoamericano de Teatro.
En el año 2010, fue adecuada para los encuentros de tenis de la Copa Davis entre Colombia y Estados Unidos por el repechaje a la clasificación del Grupo Mundial.

## Daño estructural
Durante la administración del alcalde Gustavo Petro se detectaron fallas estructurales en la plaza. Por ello, y bajo el argumento de la seguridad de los espectadores, el Distrito realizó una licitación y posterior contratación para arreglar tal falla. Esto hizo que el coso taurino permaneciera cerrado para corridas de toros por un tiempo adicional.[cita requerida] La Corte Constitucional de Colombia ordenó la reapertura del coso de La Santamaría por considerar la tauromaquia patrimonio nacional de Colombia.
Tras las obras realizadas en la plaza en 2016, el 23 de enero de 2017 la Plaza de Toros La Santamaría fue escenario de una corrida de toros en la que actuaron El Juli, Luis Bolívar y Andrés Roca Rey, quien confirmó la alternativa. El primer toro de la corrida fue Libertad, de la ganadería brava de Ernesto Gutiérrez. Durante la corrida inaugural se produjeron fuertes altercados en el exterior de la plaza que se saldaron con casi una treintena de heridos, razón por la que el alcalde de Bogotá, Enrique Peñalosa, ordenó la prohibición de manifestaciones en los alrededores del coso taurino.

## Atentado
El 19 de febrero de 2017 unas horas antes del inicio del festejo, mientras un grupo de manifestantes antitaurinos se concentraban junto al coso taurino en protesta por el retorno de las corridas de toros a Bogotá, un artefacto explosivo detonó en los alrededores de la plaza causando más de treinta heridos, doce muy  graves y un fallecido; parte de los afectados fueron policías que garantizaban la seguridad del festejo. El artefacto oculto en una alcantarilla de la calle 27 con carrera Quinta del barrio de la Macarena, fue accionado por control remoto. El festejo taurino previsto se celebró en pro de la libertad avalado por el alcalde Peñalosa y los empresarios de la plaza:

El alcalde Peñalosa pronunció un mensaje de rechazo al terrorismo: “Vamos a perseguir a esos terroristas y vamos a hacer todo lo que esté a nuestro alcance para capturarlos”. El funcionario dijo que todo el sector de La Macarena estaba asegurado y confirmó que la corrida de toros que estaba programada para la tarde del domingo se iba a realizar igual.
Enrique Peñalosa

Las investigaciones posteriores al atentado apuntaron hacia la autoría del Ejército de Liberación Nacional (ELN). Los artefactos que se colocaron en las alcantarillas fueron dos, quedando totalmente descartada la vinculación del mismo con los movimientos radicales antitaurinos. Tanto la policía como el ejército tenían decretada una alerta antiterrorista ante el eminente riesgo de un posible atentado en la capital con motivo del aniversario del fallecimiento de dos de los fundadores del ELN: el cura español Manuel Pérez Martínez y el sacerdote Camilo Torres.
El 26 de febrero de 2017 el Ejército de Liberación Nacional (ELN) reivindicó mediante un comunicado la autoría del atentado:

«El pasado 19 de febrero de 2017 a las 10.20 de la mañana, en los alrededores de la plaza La Macarena en la ciudad de Bogotá (...) un comando guerrillero urbano del ELN atacó con explosivo a una patrulla policial del ESMAD»,
Ejército de Liberación Nacional (ELN)

El comunicado fue emitido por la Radio Nacional Patria Libre (RANPAL) alegando que el objetivo del atentado la policía nacional colombiana cuya labor era la de reprimir las manifestaciones y las demandas sociales.